# Ferrari 412 T2
A Ferrari 412 T2 egy Formula–1-es autó, melyet a Scuderia Ferrari tervezett és versenyeztetett az 1995-ös Formula–1 világbajnokság során. Pilótái Jean Alesi és Gerhard Berger voltak. Ez volt a Ferrari utolsó V12-es motorral szerelt versenyautója, és szintén az utolsó, ami Agip üzemanyagot használt.

## Áttekintés
Fejlesztése során kiemelt hangsúlyt kapott, hogy az 1994-es szezonban történt tragikus események után a sportágban különös figyelmet kezdetk el fordítani a biztonságra. A V12-es motor hengerűrtartalmát 3,5 literről 3 literre csökkentették, a versenyző feje körül pedig újabb, a biztonságára is ügyelő oldalelemek jelentek meg. Keskenyebb lett a kialakítás, a leszorítóerő csökkentése miatt pedig áttervezett első és hátsó szárnyakat kapott elődjéhez képest. Külsőre szintén szembeötlő változás, hogy elvetették a magasan fekvő orr koncepcióját, kompenzációképp pedig nagyméretű oldaldobozokat alkalmaztak a jobb motorhűtés érdekében.

## A szezon
Az előd 412 T1-hez képest valóban előrelépés volt az autó, de ahhoz nem volt elég jó, hogy érdemben küzdhessen a világbajnoki címért. Egyetlen futamgyőzelmet arattak, azt is Jean Alesi érte el Kanadában. A Ferrari az előző évekhez hasonlóan a megbízhatósággal küszködött. A belga és az olasz versenyeken például Alesi a felfüggesztés sérülése miatt esett ki az élről, de egyéb műszaki hibák, vagy nagyritkán balesetek is kedvező pozíciókban találták őket. Mivel azonban egyébként gyors konstrukció volt, ha nem hátráltatta semmi, akkor versenyképes lehetett. Az évet ismét konstruktőri harmadikként zárták.
Gerhard Berger sokat panaszkodott a motorra, ami a rossz elhelyezkedése miatt nem a kocsi tömegközéppontjában volt, így a kanyarokban egyfajta ingaként kilendítette a kasztnit is. Ráadásul érzékeny volt a túlmelegedésre, így a versenyek vége felé vesztett a teljesítményéből.
A csapathoz a következő évben igazoló Michael Schumacher az év végén tesztelte is az autót, de már az új V10-es motorral felszerelve.

## Teljes Formula–1-es eredménylistája
(Táblázat értelmezése)

(Félkövér: pole-pozícióból indult; dőlt: leggyorsabb kört futott) 

| Év   | Csapat           | Motor           | Gumik | Pilóták        | 1   | 2   | 3   | 4   | 5   | 6   | 7   | 8   | 9   | 10  | 11  | 12  | 13  | 14  | 15  | 16  | 17  | Pontok | Helyezés |
| ---- | ---------------- | --------------- | ----- | -------------- | --- | --- | --- | --- | --- | --- | --- | --- | --- | --- | --- | --- | --- | --- | --- | --- | --- | ------ | -------- |
| 1995 | Scuderia Ferrari | Tipo 044 3L V12 | G     |                | BRA | ARG | SMR | ESP | MON | CAN | FRA | GBR | GER | HUN | BEL | ITA | POR | EUR | PAC | JPN | AUS | 73     | 3.       |
| 1995 | Scuderia Ferrari | Tipo 044 3L V12 | G     | Jean Alesi     | 5   | 2   | 2   | KI  | KI  | 1   | 5   | 2   | KI  | KI  | KI  | KI  | 5   | 2   | 5   | KI  | KI  | 73     | 3.       |
| 1995 | Scuderia Ferrari | Tipo 044 3L V12 | G     | Gerhard Berger | 3   | 6   | 3   | 3   | 3   | 11  | 12  | KI  | 3   | 3   | KI  | KI  | 4   | KI  | 4   | KI  | KI  | 73     | 3.       |

## Egyéb megjelenései
Az autó szerepel az F1 2017 és az F1 2018 című játékokban, mint klasszikus versenyautó. A Real Racing 3 nevű mobiljátékban jutalomként megszerezhető autóként szerepel.

## Fordítás
Ez a szócikk részben vagy egészben  a   Ferrari 412T2 című német Wikipédia-szócikk ezen változatának fordításán alapul.  Az eredeti cikk szerkesztőit annak laptörténete sorolja fel. Ez a jelzés csupán a megfogalmazás eredetét és a szerzői jogokat jelzi, nem szolgál a cikkben szereplő információk forrásmegjelöléseként.